# Crypteroniaceae
Crypteroniaceae es una familia de árboles y arbustos fanerógamas. Incluye cerca de 10 especies en 3 géneros, nativas de Indomalasia.

## Distribución y hábitat
Las Crypteroniaceas son nativas de tierras bajas húmedas tropicales y subtropicales. El género Axinandra incluye cuatro especies, una en Sri Lanka (A. zeylanica) y las otras en Borneo y la Península Malaya. Crypteronia incluye siete especies, en el este de la India, sudeste asiático, sur de China a la Península Malaya, Indonesia, y Nueva Guinea. Dactylocladus tiene una sola especie, nativa de las selvas bajas de Borneo.

## Taxonomía
Los análisis morfológicos, de análisis del ADN cloroplástico, indican que las Cripteroniáceas están muy relacionadas con cuatro pequeñas familias de las Myrtales, Penaeaceae, Oliniaceae, y Rhynchocalycaceae del sudeste de África, y Alzateaceae en Centroamérica y Sudamérica. Se piensa que el ancestro común de esas cinco familias originadas en el occidente de Gondwana durante el período Cretáceo, y las Cripteroniáceas se expandieron hacia el norte con la India, después de la separación del sudeste de ese supercontinente, diferenciándose en tres géneros antes de la colisión de la India con Asia. Los géneros subsecuentemente, se desparramaron desde India a las selvas tropicales del Sudeste Asiático.
La familia fue descrita por  A.DC. ex DC. & A.DC y publicado en Prodromus Systematis Naturalis Regni Vegetabilis 16(2): 677. 1868.